# موئوهیمه
موئوهیمه (به ژاپنی: 牟宇姫 Muuhime); 1608 – ۱۷ مارس ۱۶۸۳) یکی از اعضای خاندان داته و همسر ایشیکاوا مونه‌تاکا و دختر داته ماسامونه اهل ژاپن بود.